# Valerij Dvojnikov
Valerij Dvojnikov nebo Valerij Dvoinikov, (* 4. května 1950 v Ozjorsku, Sovětský svaz) je bývalý sovětský zápasník – judista a sambista ruské národnosti, stříbrný olympijský medailista v judu z roku 1976.

## Sportovní kariéra
Vyrůstal v obci Staraja Těča, kde začínal s tradičním zápasem zvaným kureš. Teprve se studiem na střední škole se seznámil se sambem, ve kterém se v dalších letech stal několikanásobným juniorským mistrem sovětského svazu. Na konci šedesátých let přibral k sambu příbuzný sport judo, na které se zaměřil od roku 1971. Připravoval se v Rusku v rodném Ozjorsku pod vedením Vladimira Musatova. Na svou dobu býval mimořádně dobře fyzicky připravený a s velkým rozsahem pohybu. Po judistické stránce však na své soupeře nestačil. Jedinou techniku kterou uměl v zápase používat byla kata-guruma. V roce 1972 se měl s Anatolijem Novikovem utkat o nominaci na olympijské hry v Mnichově na mistrovství Evropy v nizozemském Voorburgu. Na mistrovství Evropy však neodcestoval, protože mu úřady bez udání důvodu odmítly udělit výjezdové povolení. Důvod spatřoval v složité sportovní politice v bývalém Sovětském svazu, kde účast v reprezentací byla dána prestiží osobního/klubového trenéra a jeho vztahu k reprezentačnímu trenérovi.
V roce 1973 utekl do ukrajinského Kyjeva pod křídla Jaroslava Vološčuka za což si na určitou dobu vysloužil zákaz startu na soutěžích. Od roku 1974 se však vrátil do sovětské reprezentace již jako zástupce Ukrajinské SSSR. O post reprezentační jedničky bojoval s mimořádně technicky a fyzicky vybaveným Vladimirem Něvzorovem a v osobní konfrontaci na něho ztrácel. V roce 1976 byl až druhý v pořadí při nominaci na olympijské hry v Montrealu ve své lehké váze do 70 kg. Tehdy zaúřadoval opět sportovní politika, která se pro teď přiklonila na jeho stranu. Trenér Vološčuk mu zařídil nominaci na olympijských hrách ve vyšší, pro Sověty řadu let problematické, střední váze do 80 kg. Byť v této váze na mezinárodní scéně nikdy nestartoval, dokázal se probít až do finále olympijských her a získat stříbrnou medaili. Sportovní kariéru ukončil v roce 1980 po neúspěšné nominaci na olympijské hry v Moskvě. Věnuje se trenérské práci. V osmdesátých letech vedl ukrajinskou reprezentaci v rámci SSSR a pomáhal zavádět judistický program v Alžírsku. Po rozpadu Sovětského svazu v roce 1991 se přesunul do belgického Lutychu.

## Výsledky
| Turnaj             | 1971       | 1972       | 1973       | 1974       | 1975       | 1976       | 1977       | 1978       |
| Turnaj             | 21         | 22         | 23         | 24         | 25         | 26         | 27         | 28         |
| Turnaj             | lehká váha | lehká váha | lehká váha | lehká váha | lehká váha | lehká váha | lehká váha | lehká váha |
| ------------------ | ---------- | ---------- | ---------- | ---------- | ---------- | ---------- | ---------- | ---------- |
| Olympijské hry     |            | —          |            |            |            | 2.         |            |            |
| Mistrovství světa  | úč.        |            | —          |            | 2.         |            |            |            |
| Mistrovství Evropy | 3.         | —          | —          | 2.         | 2.         | 1.         | ?          | 5.         |